# Stenotarsus insolitus
Stenotarsus insolitus es una especie de coleóptero de la familia Endomychidae.

## Distribución geográfica
Habita en las islas Salomón.